# Benson Lock

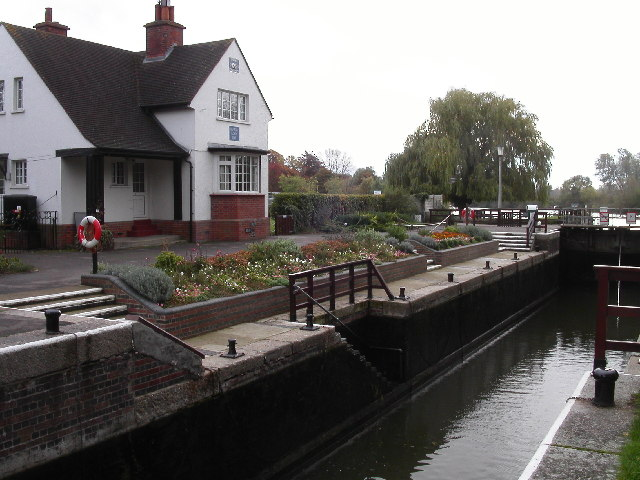
Das Benson Lock

Das Benson Lock ist eine Schleuse in der Themse gegenüber von Benson in Oxfordshire, England. Die erste Schleuse wurde 1788 von der Thames Navigation Commission gebaut und 1870 durch eine steinerne Schleuse ersetzt. Die Entfernung zwischen dem Benson Lock und dem Cleeve Lock flussabwärts beträgt 10,4 km; dies ist die größte Entfernung zwischen zwei Schleusen in der Themse.
Das Wehr verläuft von der Schleuseninsel zur gegenüberliegenden Seite des Ufers. Eine Fußgängerbrücke über das Wehr ersetzt eine Fähre, die es zuvor an dieser Stelle gab.

## Geschichte
Ein Wehr ist an dieser Stelle historisch seit dem späten 14. Jahrhundert belegt. Es gehörte zu einer nicht mehr existierenden Mühle, deren Mühlkanal noch immer flussabwärts der Schleuse verläuft. Die erste Erwähnung einer Stauschleuse stammt erst aus dem Jahr 1746. Eine neue Schleuse wurde 1788 aus Eichenholz gebaut. Es wurde dazu festgestellt, dass sie als Ausnahme von „Low Country men“ zu einem höheren als üblichen Lohn gebaut wurde. Man nimmt an, dass es sich um niederländische Spezialisten handelte, die die Schleuse errichteten. Die Schleuse wurde 1870 in Stein erneuert und soll nach einigen Angaben vom Müller betreut worden sein. Es gibt Hinweise auf ein verlassenes Schleusenwärterhaus aus dem Jahr 1865. Das heutige Schleusenwärterhaus wurde 1913 gebaut.

## Der Fluss oberhalb der Schleuse
In Shillingford passiert der Fluss die Shillingford Bridge. Die Wittenham Clumps sind vom Großteil des Flussabschnitts sichtbar. Nach Shillingford mündet der River Thame in die Themse.
Der Themsepfad überquert den Fluss an der Schleuse und folgt der Straße nach Benson, um danach wieder an den Fluss zurückzukehren. Er verläuft am nördlichen oder östlichen Flussufer bis nach Shillingford. In Shillingford verläuft der Pfad ebenfalls durch die Stadt und kehrt außerhalb des Ortes an den Fluss zurück. Der Weg wird auf dem nördlichen Ufer bis zur Little Wittenham Bridge kurz vor dem Day’s Lock vorgesetzt, dort findet ein Wechsel des Ufers statt.